# JDAM

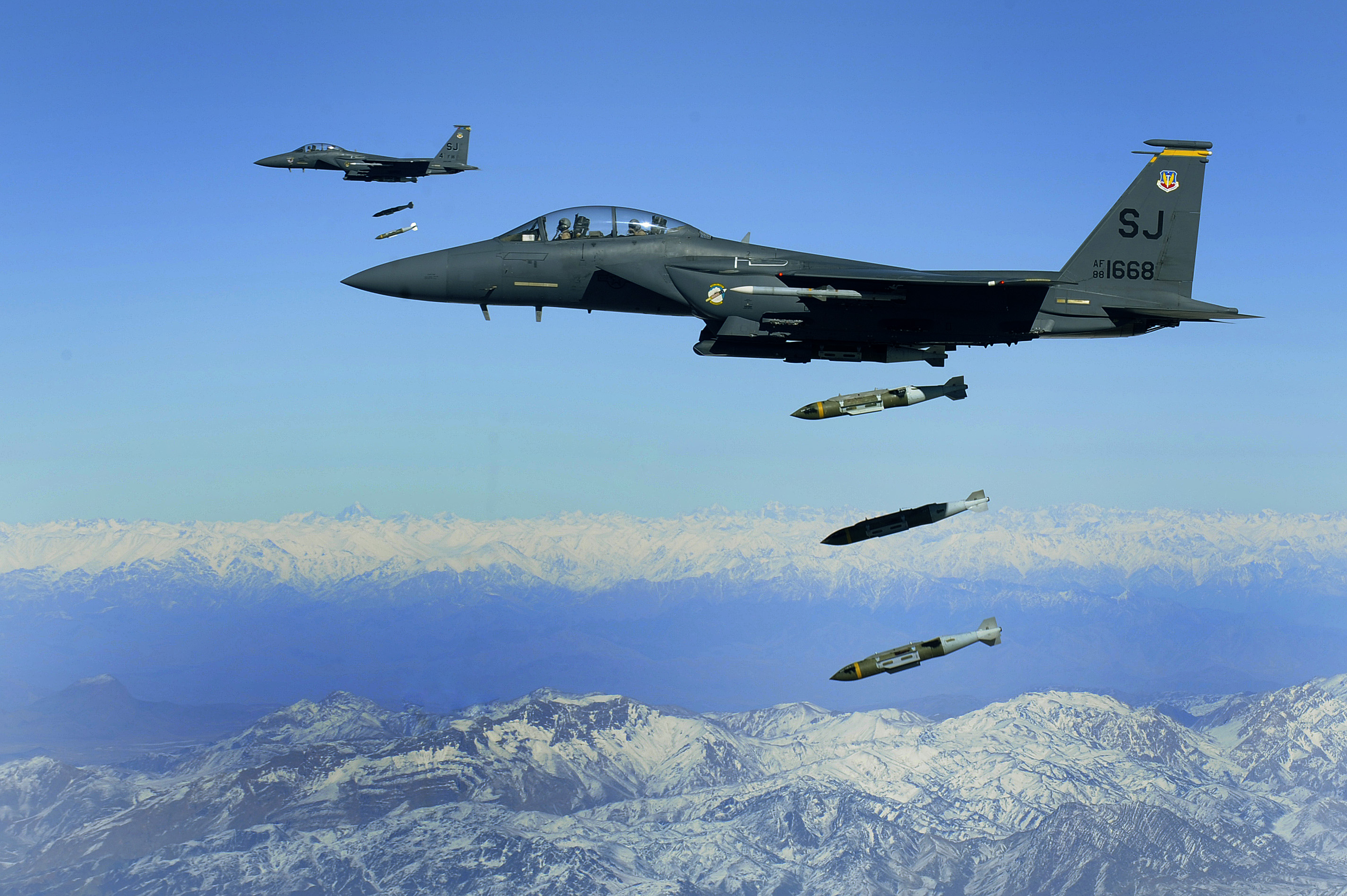
Caças F-15E disparando bombas GBU-31s de 900 kg.

Países que possuem JDAMs no seu arsenal.

Joint Direct Attack Munition (JDAM) é um kit de orientação que converte bombas não-guiadas, ou "bombas burras", em munições "inteligentes" guiadas. As bombas equipadas com as JDAMs são guiadas por um sistema de orientação inercial integrado, acoplado a um Sistema de Posicionamento Global (GPS), dando-lhes um alcance real de até 15 milhas náuticas (28 km). O sistema de orientação foi desenvolvido pela Força Aérea e a Marinha dos Estados Unidos, daí o "joint" (em português: conjunto) em seu nome. O kit JDAM foi concebido para aperfeiçoar as bombas guiadas por laser e a tecnologia de detectores por infravermelho, que podem ser prejudicados pela má condição climática e de solo. Os rastreadores de laser já estão sendo montados em algumas JDAMs.